# 전국농학계대학장협의회
전국농학계대학장협의회는 농학교육발전을 위한 협의 및 정책제안, 농업과학 및 농식품생명산업 분야 홍보활동, 농학계분야의 국제협력사업 추진 등을 목적으로 2008년 9월 16일 설립된 대한민국 농림축산식품부 소관의 사단법인이다. 사무실은 광주광역시 북구 용봉로 77, 513호 (용봉동, 전남대학교친환경농업연구센터)에 있다.

## 임원
전국농학계대학장협의회 회장은 농림수산식품부의 농어촌교육심의회 위원과 농촌진흥청의 녹색성장기술위원회 공동위원장을 당연직으로 겸임한다.

## 주요 사업
- 농식품생명과학 심포지엄
- 농식품생명과학 정기 조찬 세미나
- 전국농학계대학장협의회대학 교수 주소록 발간
- 연구과제 수행
- 국제협력 사업 수행

## 회원 자격
- 정회원은 전국 4년제 국립 및 사립 대학교 농학계 전공이 설치되어 있는 대학 학장과 농학계 단과대학 학장으로 한다.